# دوک‌نشین لیمبورگ (۱۸۳۹–۱۸۶۷)
دوک‌نشین لیمبورگ یا دوشی لیمبورگ (به هلندی: Hertogdom Limburg) پیرو معاهده لندن در ۱۸۳۹ میلادی از بخش‌هایی از استان لیمبورگ پدید آمد. محدودهٔ این دوک‌نشین به استثنای ماستریخت و فنلو بر استان کنونی لیمبورخ در هلند منطبق است. 
در پی جنگ اتریش و پروس در ۱۸۶۶ میلادی که منجر به فروپاشی کنفدراسیون آلمان شد، برای تعیین تکلیف لوکزامبورگ و لیمبورگ، که ضمن عضویت در اتحادیه ملک پادشاه هلند محسوب می‌شدند، معاهده دوم لندن منعقد شده و طی آن لیمبورگ متعلق به هلند دانسته و لوکزامبورگ مستقل اعلام شد.